# 2018 100 legnagyobb slágere
Ez a lista a Billboard magazin első Hot 100 zenéjét tartalmazza 2018-ból, melyet december 4-én tették közzé.

## Lista

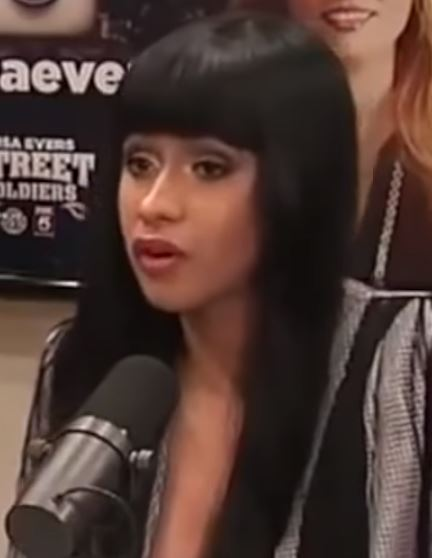
Cardi B amerikai rappernek nyolc dala szerepel a listán.

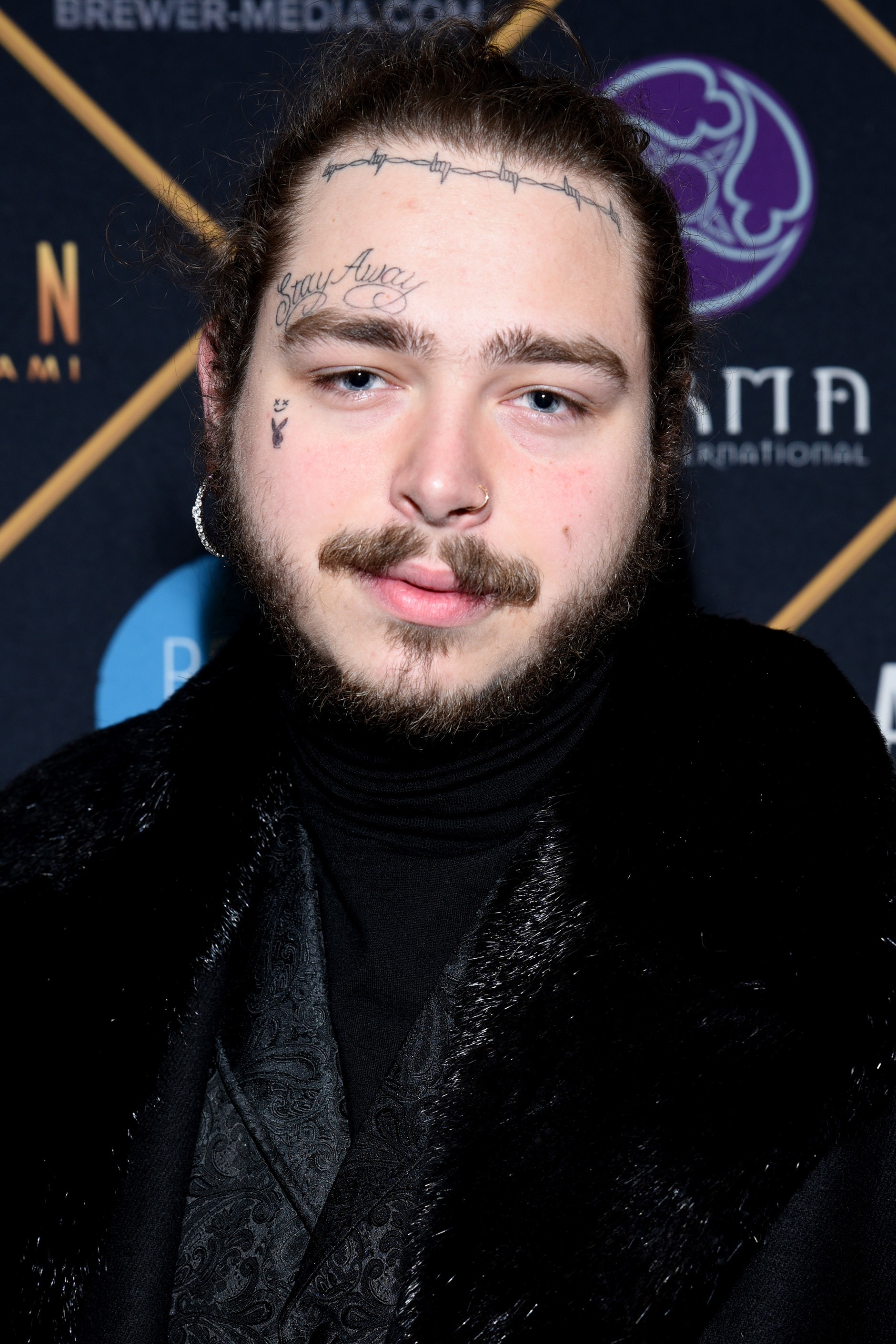
Az amerikai rapper és énekes Post Malone négy dala szerepel a top 40-ben. A Rockstar az 5. helyet érte el.

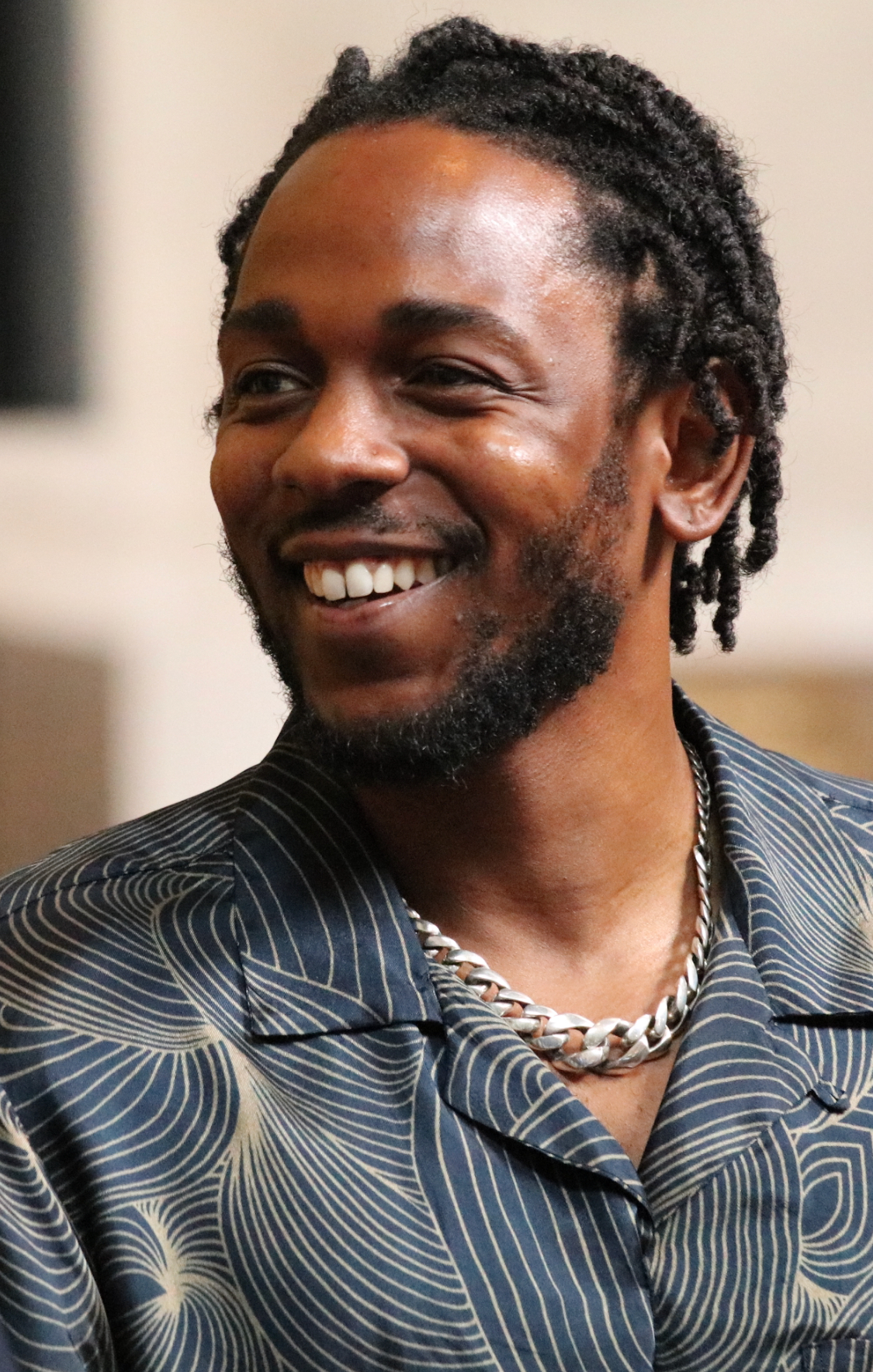
Kendrick Lamar amerikai rapper négy zeneszáma található meg a listán, melyek közül négy a Fekete Párduc filmdala.

| No. | Cím                  | Művész                                                                          |
| --- | -------------------- | ------------------------------------------------------------------------------- |
| 1   | God's Plan           | Drake                                                                           |
| 2   | Perfect              | Ed Sheeran                                                                      |
| 3   | Meant to Be          | Bebe Rexha közreműködött Florida Georgia Line                                   |
| 4   | Havana               | Camila Cabello közreműködött Young Thug                                         |
| 5   | Rockstar             | Post Malone közreműködött 21 Savage                                             |
| 6   | Psycho               | Post Malone közreműködött Ty Dolla Sign                                         |
| 7   | I Like It            | Cardi B, Bad Bunny és J Balvin                                                  |
| 8   | The Middle           | Zedd, Maren Morris és Grey                                                      |
| 9   | In My Feelings       | Drake                                                                           |
| 10  | Girls Like You       | Maroon 5 közreműködött Cardi B                                                  |
| 11  | Nice for What        | Drake                                                                           |
| 12  | Lucid Dreams         | Juice Wrld                                                                      |
| 13  | Better Now           | Post Malone                                                                     |
| 14  | Finesse              | Bruno Mars közreműködött Cardi B                                                |
| 15  | Boo'd Up             | Ella Mai                                                                        |
| 16  | New Rules            | Dua Lipa                                                                        |
| 17  | Sad!                 | XXXTentacion                                                                    |
| 18  | Never Be the Same    | Camila Cabello                                                                  |
| 19  | Love Lies            | Khalid és Normani                                                               |
| 20  | No Tears Left to Cry | Ariana Grande                                                                   |
| 21  | Mine                 | Bazzi                                                                           |
| 22  | Thunder              | Imagine Dragons                                                                 |
| 23  | Look Alive           | BlocBoy JB közreműködött Drake                                                  |
| 24  | Delicate             | Taylor Swift                                                                    |
| 25  | Yes Indeed           | Lil Baby és Drake                                                               |
| 26  | Friends              | Marshmello és Anne-Marie                                                        |
| 27  | Bad at Love          | Halsey                                                                          |
| 28  | Taste                | Tyga közreműködött Offset                                                       |
| 29  | Let You Down         | NF                                                                              |
| 30  | No Limit             | G-Eazy közreműködött ASAP Rocky és Cardi B                                      |
| 31  | Fefe                 | 6ix9ine közreműködött Nicki Minaj és Murda Beatz                                |
| 32  | Tequila              | Dan + Shay                                                                      |
| 33  | Feel It Still        | Portugal. The Man                                                               |
| 34  | MotorSport           | Migos, Nicki Minaj és Cardi B                                                   |
| 35  | I Like Me Better     | Lauv                                                                            |
| 36  | Youngblood           | 5 Seconds of Summer                                                             |
| 37  | Whatever It Takes    | Imagine Dragons                                                                 |
| 38  | Ric Flair Drip       | Offset és Metro Boomin                                                          |
| 39  | I Fall Apart         | Post Malone                                                                     |
| 40  | Pray for Me          | The Weeknd és Kendrick Lamar                                                    |
| 41  | Back to You          | Selena Gomez                                                                    |
| 42  | Sicko Mode           | Travis Scott                                                                    |
| 43  | Walk It Talk It      | Migos közreműködött Drake                                                       |
| 44  | Gucci Gang           | Lil Pump                                                                        |
| 45  | Him & I              | G-Eazy és Halsey                                                                |
| 46  | In My Blood          | Shawn Mendes                                                                    |
| 47  | All the Stars        | Kendrick Lamar és SZA                                                           |
| 48  | Stir Fry             | Migos                                                                           |
| 49  | Too Good at Goodbyes | Sam Smith                                                                       |
| 50  | Love                 | Kendrick Lamar közreműködött Zacari                                             |
| 51  | This Is America      | Childish Gambino                                                                |
| 52  | Nonstop              | Drake                                                                           |
| 53  | Heaven               | Kane Brown                                                                      |
| 54  | Bodak Yellow         | Cardi B                                                                         |
| 55  | Freaky Friday        | Lil Dicky közreműködött Chris Brown                                             |
| 56  | Gummo                | 6ix9ine                                                                         |
| 57  | Plug Walk            | Rich the Kid                                                                    |
| 58  | Wait                 | Maroon 5                                                                        |
| 59  | Be Careful           | Cardi B                                                                         |
| 60  | Wolves               | Selena Gomez és Marshmello                                                      |
| 61  | Bartier Cardi        | Cardi B közreműködött 21 Savage                                                 |
| 62  | God Is a Woman       | Ariana Grande                                                                   |
| 63  | Big Bank             | YG közreműködött 2 Chainz, Nicki Minaj és Big Sean                              |
| 64  | Sorry Not Sorry      | Demi Lovato                                                                     |
| 65  | How Long             | Charlie Puth                                                                    |
| 66  | Lights Down Low      | Max közreműködött Gnash                                                         |
| 67  | Young Dumb & Broke   | Khalid                                                                          |
| 68  | One Kiss             | Calvin Harris és Dua Lipa                                                       |
| 69  | Natural              | Imagine Dragons                                                                 |
| 70  | You Make It Easy     | Jason Aldean                                                                    |
| 71  | Shape of You         | Ed Sheeran                                                                      |
| 72  | I Get the Bag        | Gucci Mane közreműködött Migos                                                  |
| 73  | No Brainer           | DJ Khaled közreműködött Justin Bieber, Chance the Rapper és Quavo               |
| 74  | Plain Jane           | ASAP Ferg közreműködött Nicki Minaj                                             |
| 75  | Sky Walker           | Miguel közreműködött Travis Scott                                               |
| 76  | Marry Me             | Thomas Rhett                                                                    |
| 77  | Eastside             | Benny Blanco, Halsey és Khalid                                                  |
| 78  | Call Out My Name     | The Weeknd                                                                      |
| 79  | King's Dead          | Jay Rock, Kendrick Lamar, Future és James Blake                                 |
| 80  | Happier              | Marshmello és Bastille                                                          |
| 81  | Te Boté              | Nio García, Darell és Casper Mágico közreműködött Bad Bunny, Nicky Jam és Ozuna |
| 82  | Simple               | Florida Georgia Line                                                            |
| 83  | Lemon                | N.E.R.D és Rihanna                                                              |
| 84  | 1-800-273-8255       | Logic közreműködött Alessia Cara és Khalid                                      |
| 85  | Say Something        | Justin Timberlake közreműködött Chris Stapleton                                 |
| 86  | I'm Upset            | Drake                                                                           |
| 87  | Get Along            | Kenny Chesney                                                                   |
| 88  | Moonlight            | XXXTentacion                                                                    |
| 89  | What Lovers Do       | Maroon 5 közreműködött SZA                                                      |
| 90  | X                    | Nicky Jam és J Balvin                                                           |
| 91  | Outside Today        | YoungBoy Never Broke Again                                                      |
| 92  | Trip                 | Ella Mai                                                                        |
| 93  | Dura                 | Daddy Yankee                                                                    |
| 94  | Changes              | XXXTentacion                                                                    |
| 95  | Mercy                | Brett Young                                                                     |
| 96  | One Number Away      | Luke Combs                                                                      |
| 97  | Powerglide           | Rae Sremmurd közreműködött Juicy J                                              |
| 98  | IDGAF                | Dua Lipa                                                                        |
| 99  | Mi Gente             | J Balvin és Willy William közreműködött Beyoncé                                 |
| 100 | Believer             | Imagine Dragons                                                                 |